# شرکت پتروشیمی مارون
پتروشیمی مارون مجمتع تولید فراورده‌های پتروشیمی است که در تاریخ ۱ بهمن ۱۳۷۷ برای اجرای طرح الفین هفتم تاسیس شد. با اجرای این طرح که با ظرفیت تولید سالیانه ۱٫۱ میلیون تن اتیلن در زمره بزرگترین الفین‌ها در جهان به‌شمار می‌رود، برای اولین بار در ایران C2 (اتان) از گاز طبیعی استحصال شد و طی فرایندهایی به مواد الفینی، فراورده‌های پلیمری و شیمیایی تبدیل می‌شود. این شرکت در سال ۱۳۸۵ به بهره‌برداری رسید. پتروشیمی مارون با ۲۵۲۸ نفر کارکنان، ۱۲۰۰۰۰۰ تن تولید و ۵۰۰ هزار تن صادرات دارد. پتروشیمی مارون به‌عنوان یکی از بزرگترین تولیدکنندگان محصولات شیمیایی و پلیمری در جهان عنوان می‌شود.

## موقعیت جغرافیایی
این شرکت در زمینی به مساحت ۱۰۲٫۵ هکتار و در دو منطقه جغرافیایی کریت کمپ الیگودرز و منطقه ویژه اقتصادی پتروشیمی بندر امام احداث شده است. واحد بازیابی اتان در زمینی به مساحت ۵/۹ هکتار در کیلومتر ۱۵ جاده الیگودرز- ماهشهر احداث شده است. در این واحد خوراک واحد الفین تولید و با خط لوله به طول ۹۵کیلومتر به منطقه ویژه اقتصادی پتروشیمی ارسال می‌شود. واحد الفین نیز به همراه واحدهای پلی اتیلن سنگین، پلی پروپیلن، اتیلن اکساید و اتیلن گلایکول و سرویس‌های جانبی و آفسایت در زمینی به مساحت ۹۳هکتار در سایت ۲منطقه ویژه اقتصادی پتروشیمی بندر امام خمینی (ره) احداث شده است.

### واحدها
این مجتمع شامل واحدهای الفین، LDPE, HDPE, EO/EG و UT است که در این میان واحد الفین سایت اصلی بوده و دیگر واحدها را تغذیه می‌کند. خوراک شرکت پتروشیمی مارون از کارخانه‌های ان‌جی‌ال ۴۰۰، ان‌جی‌ال ۶۰۰، ان‌جی‌ال ۷۰۰ و ان‌جی‌ال ۸۰۰ توسط شرکت ملی مناطق نفت‌خیز جنوب تامین می‌شود. محصولات دیگری نظیر پیرولیز heavy c3+ متان و هیدروژن نیز به عنوان محصولات جانبی در واحد الفین تولید می‌شود. اکسید اتیلن یکی از مهم‌ترین فراورده‌های واسطه‌ی است که به طور وسیعی برای تهیه ترکیبات مختلف کاربرد دارد.

## محصولات
الفین
شرکت پتروشیمی مارون با ظرفیت تولید سالیانه ۱ میلیون و ۱۰۰ هزار تن اتیلن یکی از معدود مگا الفین‌های به بهره‌برداری رسیده جهان است. این واحد عظیم با تولید سالیانه ۱٬۱۰۰٬۰۰۰ تن اتیلن گرید پلیمری و ۲۰۰٬۰۰۰ تن پروپیلن گرید پلیمری به عنوان محصولات اصلی در تبدیل هیدروکربن‌ها به مواد پلیمری و پتروشیمیایی نقش اساسی دارد. محصولات ارزشمند دیگری نظیر بنزین پیرولیز، heavy , C3+، متان و هیدروژن نیز به عنوان محصولات جانبی در واحد الفین تولید می‌شوند .
اتیلن گلایکول
ظرفیت طراحی واحد تحت لیسانس شل ۴۴۳ کیلوتن در سال است. محصولات این واحد منو اتیلن گلایکول (MEG)، دی اتیلن گلایکول (DEG)، تری اتیلن گلایکول (TEG) و دی اکسید کربن (CO2) هستند.
پلی پروپیلن (PP)
واحد پلی پروپیلن شرکت پتروشیمی مارون با ظرفیت تولید ۳۰۰٬۰۰۰ تن در سال توانایی تولید انواع گریدهای پلی پروپیلن را دارد. سایر محصولات این واحد در تولید لوله، الیاف نساجی، لوازم خانگی، اسباب بازی، قطعات الکترونیکی، لوازم تحریر، پوشش کابل، تور و وسایل ماهیگیری، مبلمان و ... کاربرد دارند. 
پلی اتیلن سنگین (HDPE)
شرکت پتروشیمی مارون برای تولید سالیانه ۳۰۰٬۰۰۰ تن پلی اتیلن سنگین (HDPE) طراحی شده است . این واحد توانایی تولید ۲۱ گرید مختلف پلی اتیلن سنگین را دارد که محصولات آن برای ساخت جعبه‌های مختلف، صندوق‌های حمل مواد، بطری، مواد آرایشی و بهداشتی، ظروف روغن، فیلم‌های کشسان، الیاف با مقاومت بالا، عایق کابل، لوله‌های فشار بالا و انواع فیلم‌های بسته بندی کاربرد دارد.

#### صادرات
دی اتیلن گلایکول، منو اتیلن گلایکول و پلی اتیلن سنگین از جمله محصولات صادراتی این شرکت هستند.

## محیط زیست
پتروشیمی مارون پروژه‌ بهسازی و نصب ۲۴مشعل در شرکت نفت و گاز کارون را با هدف کاهش آلایندگی و دستیابی به مشعل بدون دود با هدف حفاظت از محیط‌زیست شروع کرد.

## مسئولیت اجتماعی
شرکت پتروشیمی مارون در راستای مسئولیت اجتماعی، با توجه به محرومیت منطقه خوزستان با اجرای پروژه‌های عام المنفعه، اقداماتی را برای ارتقاء خدمات اجتماعی در سطح منطقه صورت داده است که از این اقدامات می توان به مواردی همچون کمک به خانواده های بی بضاعت، کمک به دانش آموزان بی بضاعت، مشارکت در تجهیز مرکز دیالیز بندر امام خمینی، مشارکت با شرکت پتروشیمی رجال در ساخت دارالایتام در شهرستان ماهشهر، کمک به کمیته امداد خمینی و بهزیستی شهرستان ماهشهر، مشارکت با پتروشیمی لاله در ساخت ۶ مدرسه ابتدایی در روستای محروم شهرستان ماهشهر، مشارکت با شهرداری شهرستان ماهشهر برای ایجاد مجموعه فضای سبز منطقه، ساخت مدرسه دخترانه ۱۰ کلاسه در مجموعه منازل مهر شهرستان ماهشهر و ... از جمله اقداات این شرکت در زمینه مسئولیت‌های اجتماعی عنوان شده است.

### مدرسه نیکان مارون
تاسیس و راه اندازی مدرسه‌ نیکان مارون توسط این شرکت که دانش آموزان این مدرسه از میان دانش آموزان با استعداد منطقه انتخاب می‌شوند و علاوه بر تحصیل شبانه‌روزی در مدرسه نیکان مارون از ابتدای تحصیل با مهارت‌ها و دانش های فنی نیز آشنا می‌شوند.

## حوادث
در بهمن سال 1400 حادثه آتش‌سوزی در انبار پتروشیمی مارون رخ داد که این حادثه هیچ‌گونه آسیب جانی در بر نداشت.

## شرکت‌های تابعه
شرکت‌های زیرمجموعه پتروشیمی مارون شامل پتروشیمی ابن‌سینای همدان، پتروشیمی کوثر صنعت پارسیان، پتروشیمی صدرا خوزستان، پتروشیمی لاله، پتروشیمی بوشهر و سلمان فارسی هستند.

## سهامداران
سهامداران عمده شرکت پتروشیمی مارون شامل شرکت‌های زیر است.
- صندوق بازنشستگی نیروهای مسلح
- شرکت سرمایه‌گذاری امین توان آفرین‌ساز
- شرکت گروه مالی مهرگان تامین
- شرکت سرمایه‌گذاری نفت و گاز و پتروشیمی تامین
- شرکت گروه پتروشیمی تابان فردا
- شرکت‌های سرمایه‌گذاری سهام عدالت[۱۰]

- شرکت ملی صنایع پتروشیمی ایران